# Macrobiotus papillosus
Macrobiotus papillosus är en djurart som tillhör fylumet trögkrypare, och som beskrevs av Iharos 1963. Macrobiotus papillosus ingår i släktet Macrobiotus och familjen Macrobiotidae. Inga underarter finns listade i Catalogue of Life.